# Cicurina idahoana
Espèce
Cicurina idahoana est une espèce d'araignées aranéomorphes de la famille des Cicurinidae.

## Distribution
Cette espèce se rencontre aux États-Unis en Idaho, au Montana, au Washington et en Oregon et au Canada en Colombie-Britannique,.

## Description

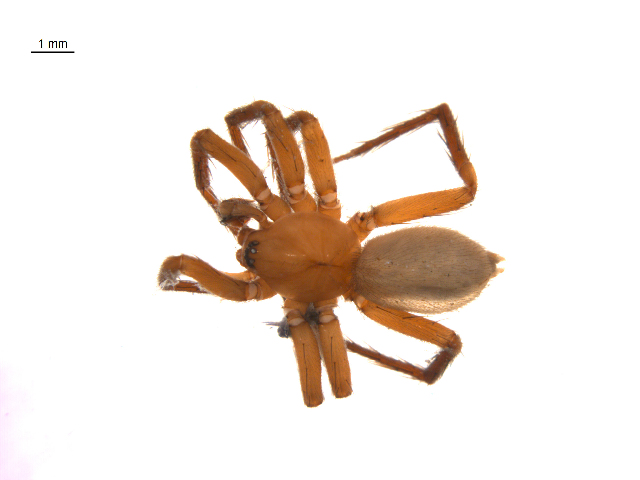
Cicurina idahoana

La femelle holotype mesure 7 mm.
Les mâles mesurent de 5,35 à 5,70 mm et les femelles de 4,60 à 6,40 mm.

## Systématique et taxinomie
Cette espèce a été décrite par Chamberlin en 1919.

## Étymologie
Son nom d'espèce lui a été donné en référence au lieu de sa découverte, l'Idaho.

## Publication originale
- Chamberlin, 1919 : « New western spiders. » Annals of the Entomology Society of America, vol. 12, p. 239-260.